# Hyltinge kyrka
Hyltinge kyrka är en kyrka i Flen, Helgesta-Hyltinge församling i Strängnäs stift. Kyrkan ligger vid riksväg 53 omedelbart norr om samhället Sparreholm, ett stycke sydost om Malmköping i Södermanland. Från kyrkan leder en allé till Sparreholms slott.

## Kyrkobyggnaden
Sannolikt har kyrkan haft en föregångare, möjligen byggd i trä, eftersom dopfunten härstammar från 1100-talet.
Nuvarande stenkyrka uppfördes troligen under 1300-talet och första sakristian kan ha byggts då, alternativt tillkommit under senmedeltiden. En genomgripande ombyggnad genomfördes 1803 vilket radikalt förändrade kyrkans karaktär. Långhuset förlängdes åt öster och ett nytt kor tillkom. Över långhusets västra del uppfördes ett kyrktorn. Medeltida sakristian revs och ersattes av den nuvarande. I koret sattes en altarpredikstol upp. 1902 tillkom nuvarande predikstol av ek och altarpredikstolen togs delvis bort.
På långväggarna finns kalkmålningar från 1644 utförda av Nils Målare, framtagna vid den senaste restaureringen 1958.
1859 fick kyrkan sin första orgel. Den hade 10 stämmor och var byggd av Johan Lund i Stockholm. Fasaden är bevarad, men det nuvarande verket byggdes 1967-68 av orgelbyggare Magnus Fries, Sparreholm med 17 stämmor.
Det svenska bandet Kent spelade även in delar av albumet Röd i denna kyrka.

### Webbkällor
- byggnadspresentation
- Wikimedia Commons har media som rör Hyltinge kyrka.